# Krăstava
Krăstava (bulgariska: Кръстава) är ett distrikt i Bulgarien.   Det ligger i kommunen Obsjtina Velingrad och regionen Pazardzjik, i den sydvästra delen av landet, 90 km sydost om huvudstaden Sofia.